# Sphegigaster trukensis
Sphegigaster trukensis är en stekelart som beskrevs av Yoshimoto och Ishii 1965. Sphegigaster trukensis ingår i släktet Sphegigaster och familjen puppglanssteklar. Inga underarter finns listade i Catalogue of Life.